# Freyanopterolichus pelargicus
Espèce
Synonymes
- Freyana pelargica Trouessart & Mégnin, 1884
(protonyme)

Freyanopterolichus pelargicus est une espèce d'acariens de la famille des Kramerellidae. Il a été découvert en 1880, dans le plumage de trois cigognes : la Cigogne blanche (Ciconia ciconia) et la Cigogne noire (C. nigra) et de la Cigogne maguari (C. maguari).